# KCreator
KCreator(케이크리에이터)는 진영에이블(유)에서 운영하고 있는 크리에이터 채널이다. 2010년 4월 1일 채널KC (Channel KC)으로 개국하였으나,2016년 5월 1일자로 사람 전문 크리에이터 채널인 KCreator으로 개칭되었으며 대한민국 전국 지역 방송국의 케이블 TV채널틀:텔레비전 채널로 개국하였으며, 대한민국 및 외국 콘텐츠를 수급해 송출하고 있다.